# جاكوب فيشر
جاكوب فيشر (بالدنماركية: Jacob Fischer)‏ هو عازف جاز دنماركي، ولد في 1967.

## وصلات خارجية
- الموقع الرسمي
- جاكوب فيشر على موقع ميوزك برينز (الإنجليزية)
- جاكوب فيشر على موقع ديسكوغز (الإنجليزية)